# تور مرا به خانه ببر
تور مرا به خانه ببر (انگلیسی: Take Me Home Tour) دومین تور کنسرت توسط وان دایرکشن، گروه پسرانه انگلیسی-ایرلندی است. تور در حمایت از دومین آلبوم استودیویی آن‌ها مرا به خانه ببر (۲۰۱۲) است. این تور از تاریخ ۲۳ فوریه ۲۰۱۳ در لندن، انگلستان آغاز شد و در تاریخ ۳ نوامبر ۲۰۱۳ در چیبا، ژاپن به پایان رسید.